# Gare de Nancy-Ville
Gare de Nancy-Ville vasútállomás Franciaországban, Nancy településen.

## Vasútvonalak
Az állomást az alábbi vasútvonalak érintik:
- Párizs-Strasbourg-vasútvonal

## Kapcsolódó állomások
A vasútállomáshoz az alábbi állomások vannak a legközelebb:
- Gare de Champigneulles
- Gare de Jarville-la-Malgrange
- Gare de Saint-Dié-des-Vosges
- Gare de Lunéville
- Gare de Varangéville - Saint-Nicolas
- Gare de Dombasle-sur-Meurthe
- Gare de Pont-à-Mousson
- Gare de Toul
- Gare de Liverdun